# La Bruguière
La Bruguière település Franciaországban, Gard megyében. Lakosainak száma 331 fő (2022. január 1.). La Bruguière Belvézet, Fontarèches, Lussan, Montaren-et-Saint-Médiers, Saint-Quentin-la-Poterie és Vallérargues községekkel határos.

## Népesség
A település népességének változása:
| Lakosok száma | 172  | 188  | 184  | 268  | 330  | 333  | 328  | 331  | 329  | 331  |
|               | 1968 | 1982 | 1990 | 2006 | 2013 | 2015 | 2017 | 2019 | 2020 | 2022 |